# Franciscus Gysbrechts
Franciscus Gysbrechts ou Franciscus Gijsbrechts, né en 1649 à Anvers et mort après 1676, est un peintre flamand, actif dans la deuxième moitié du XVIIe siècle et connu pour ses natures mortes de vanité et ses peintures en trompe-l'œil. Il a travaillé aux Pays-Bas espagnols, au Danemark et dans les Provinces-Unies.

## Biographie
Selon le RKD, Franciscus est le fils du peintre Cornelis Norbertus Gysbrechts et Anna Moons. Il est baptisé le 25 février 1649 dans la paroisse Saint-Jacques d'Anvers. Son père est un peintre de natures mortes et probablement aussi son professeur.
Il est possible qu'en 1672, il soit l'assistant de son présumé père Cornelis Norbert Gijsbrechts à la cour danoise de Copenhague. Ces liens avec la cour sont probables car une œuvre datée de 1672 figure déjà dans la collection danoise avant 1689.
Il est peut-être le Franciscus Gijsbrecht qui est enregistré en 1674 dans la guilde de Saint-Luc de Leyde. En 1676, il est enregistré à Anvers lorsqu'il rejoint la guilde de Saint-Luc de cette ville en tant que wijnmeester, c'est-à-dire en tant que parent d'un des membres. Cette entrée dans les livres de guilde est la dernière mention de Gysbrechts.

## Œuvres
Ses œuvres, peu nombreuses, sont essentiellement constituées de natures mortes, de vanités et de trompe-l'œil similaires dans le style et le sujet à celles de son père de son présumé père, Cornelis Norbertus Gysbrechts. La similitude entre leurs œuvres a rendu difficile la distinction entre les œuvres des deux artistes et certaines attributions sont contestées. On pense généralement que le style de son père est plus baroque et son coup de pinceau plus doux et plus fluide.
Il est possible qu'il ait également peint des paysages, car les paysages d'un Gijsbrecht sont mentionnés dans les inventaires d'art au XVIIIe siècle. Cependant, aucun paysage de sa main n'est connu à l'heure actuelle. Il se peut que les paysages aient été peints par un homonyme.

### Trompe-l'oeil

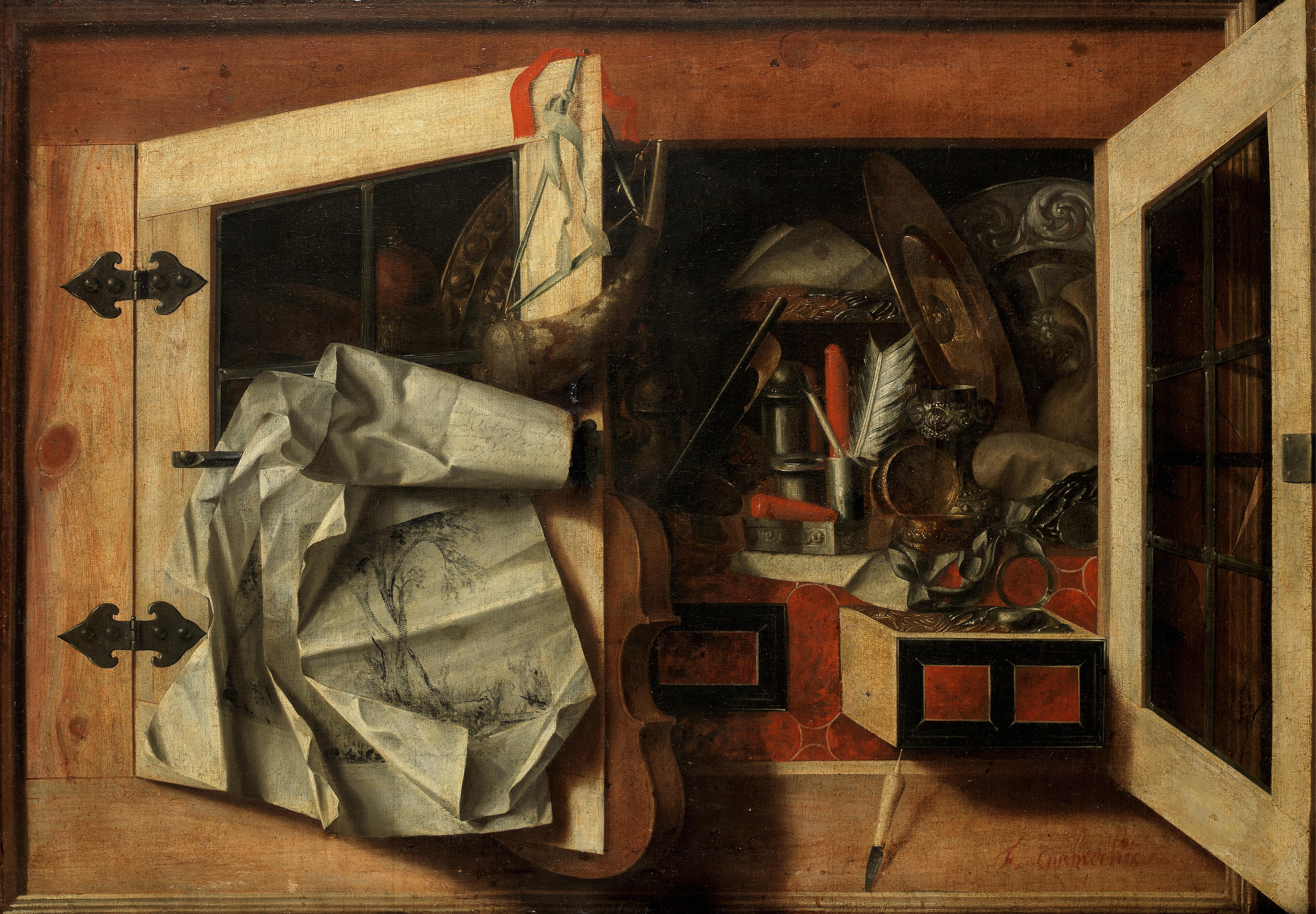
Nature morte en trompe-l'œil d'une armoire murale à moitié ouverte remplie d'instruments d'écriture, de plats en argent doré, d'un violon et d'un cor de chasse.

Franciscus Gysbrechts succède à son père qui, en tant que peintre, s'est spécialisé dans les trompe-l'œil très en vogue au XVIIe siècle et a perfectionné ce genre. L'une des compositions les plus élaborées de l'œuvre de Franciscus est la Nature morte en trompe-l'œil d'une armoire murale à moitié ouverte remplie d'instruments d'écriture, de plats en argent doré, d'un violon et d'un cor de chasse (vers 1675, Bonhams Londres 4 décembre 2019 lot 24). Elle représente la quintessence du cabinet de collectionneur et une interprétation personnelle du cabinet de curiosités. Alors que dans ses armoires peintes, son père a gardé la conception de l'armoire entrouverte plutôt simple, dans ce travail, Franciscus la pousse un peu plus loin et la rend plus complexe.

### Vanités

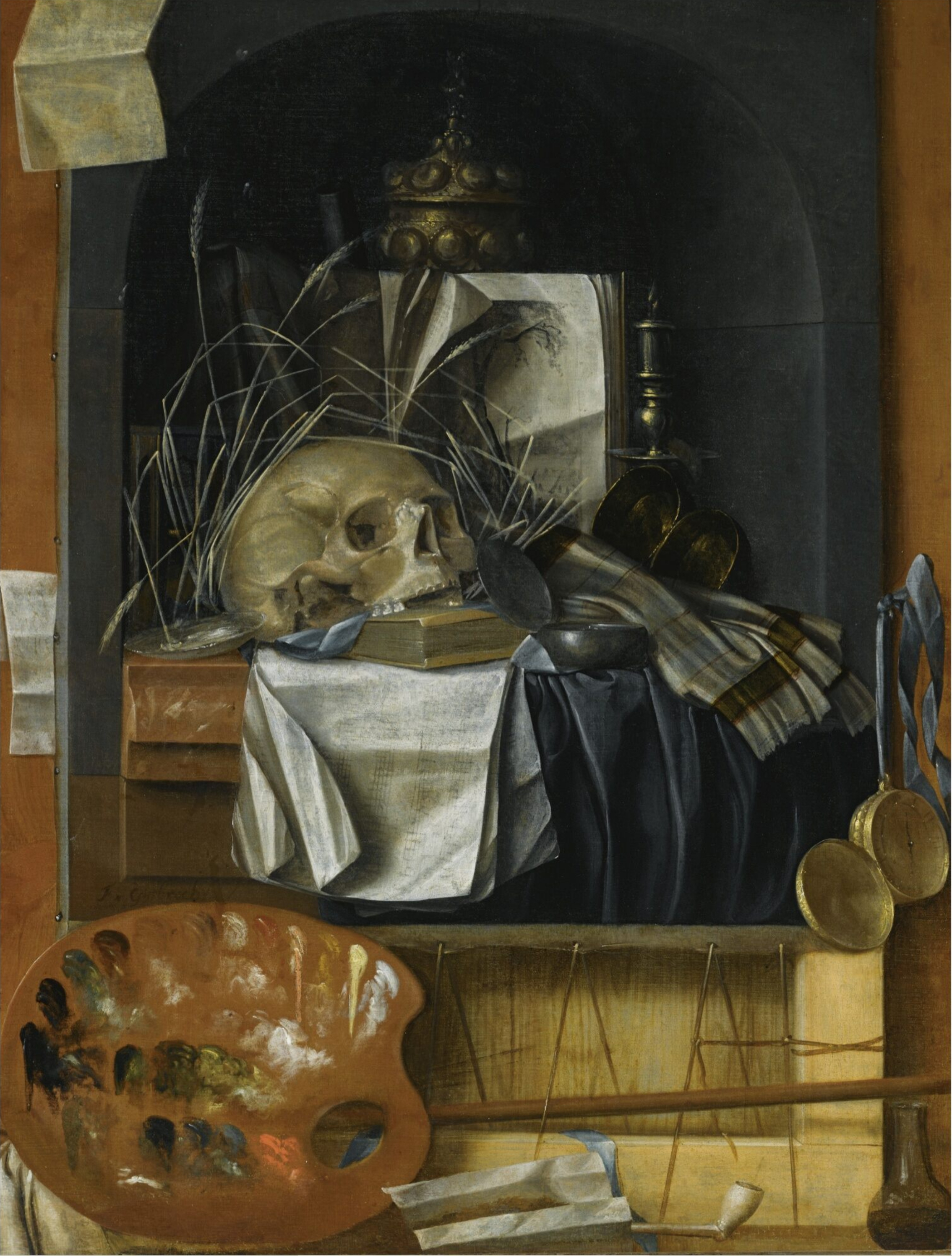
Trompe l'oeil d'une nature morte de vanité avec horloge, fumoir et matériaux de peintres.

De nombreuses natures mortes bien connues de Gijsbrecht entrent dans la catégorie des peintures de vanité. Ce genre de nature morte offre une réflexion sur l'apparente insignifiance de la vie terrestre et la fugacité de tous les biens et activités terrestres. Cette signification est véhiculée dans ces natures mortes par l'utilisation de symboles matériels qui renvoient à la fugacité des choses et, en particulier, à la futilité des richesses et réalisations terrestres : un crâne, des bulles de savon, des bougies, des verres vides, des fleurs fanées, des insectes, de la fumée, des horloges, des miroirs, des livres, des sabliers et instruments de musique, divers objets coûteux ou rares tels que des bijoux et des coquillages rares. La vision du monde derrière les peintures de vanité est une compréhension chrétienne du monde comme un lieu temporaire de joies et de peines éphémères dont l'humanité ne peut s'échapper que par le sacrifice et la résurrection du Christ. Le terme « vanité » est dérivé de la célèbre ligne « Vanitas vanitatum et omnia Vanitas », du livre de l'Ecclésiaste dans la Bible, qui est traduit dans Le Roi Jean de William Shakespeare par « Vanité des vanités, tout est vain ».
Si la plupart des symboles utilisés dans les vanités font référence à l'existence terrestre (livres, instruments scientifiques, etc.) et aux plaisirs (pipes et autres ustensiles pour fumer) ou à la fugacité de la vie et de la mort (crânes, bulles de savon, coquillages vides), certains symboles sont porteurs d'un double sens : une rose ou une rame de grain renvoient autant à la brièveté de la vie qu'à un symbole de la résurrection du Christ et donc de la vie éternelle .
Dans Trompe l'oeil d'une nature morte de vanité avec horloge, fumoir et matériaux de peintres (Sotheby's 30 novembre 2010 Amsterdam, lot 37), Gijsbrechts présente un inventaire virtuel des symboles de l'éphémère du XVIIe siècle : un crâne, des ustensiles pour fumer, les matériaux des peintres, une bougie éteinte, une horloge et une rame de céréales, le tout peint de manière très illusionniste. De cette façon, l'artiste fusionne sa technique éprouvée du trompe l'œil avec le sujet de la vanité.

## Sélection d'œuvres
Dans les collections muséales :
- Vanité (années 1670), musée des Beaux-Arts de Strasbourg.
- Vanité, au Musée royal des beaux-arts, à Anvers.
- Vanité au crâne (avant 1677), au Musée des beaux-arts de Rennes, à Rennes.

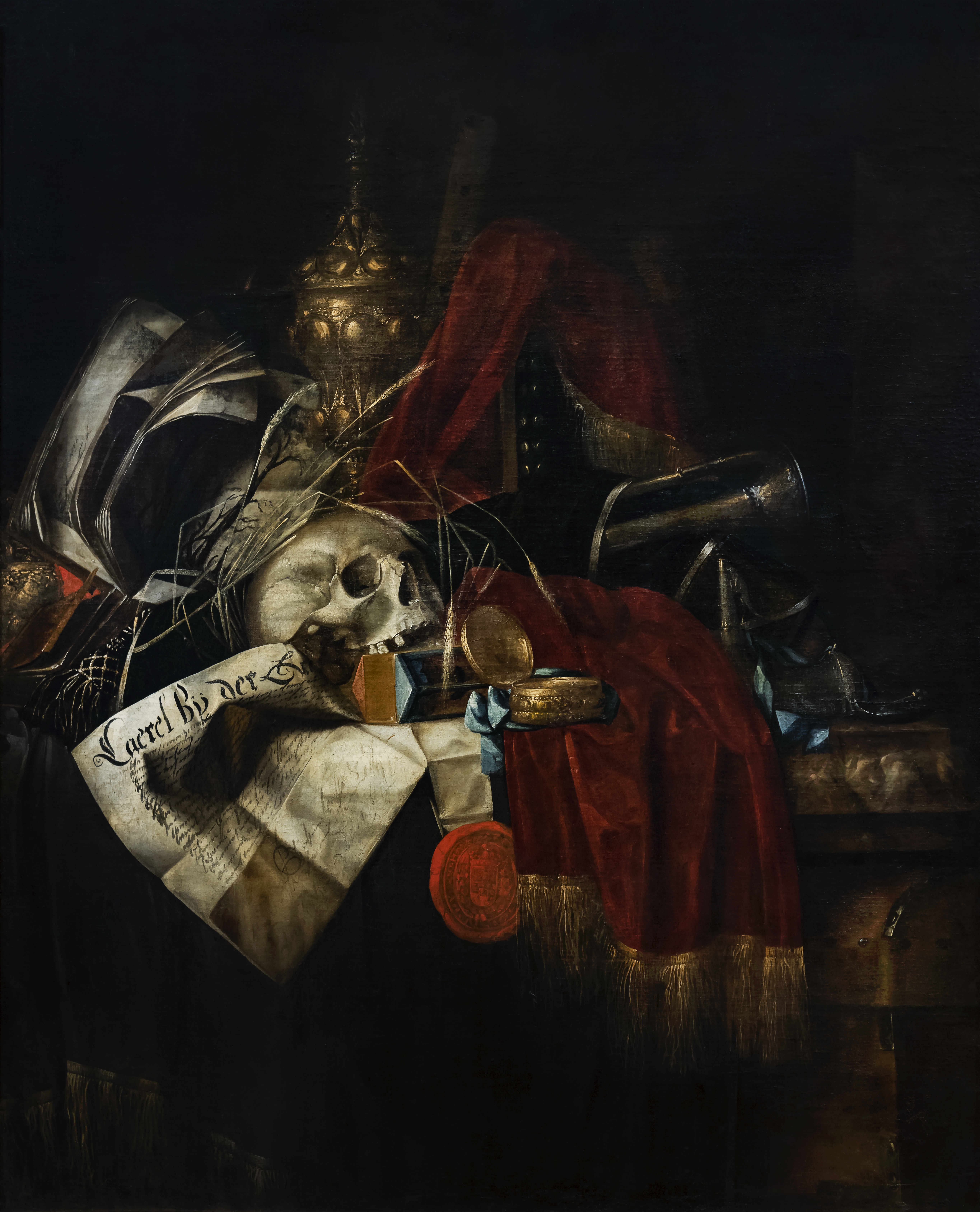
Vanité au crâne (avant 1677, Musée des Beaux-Arts de Rennes).
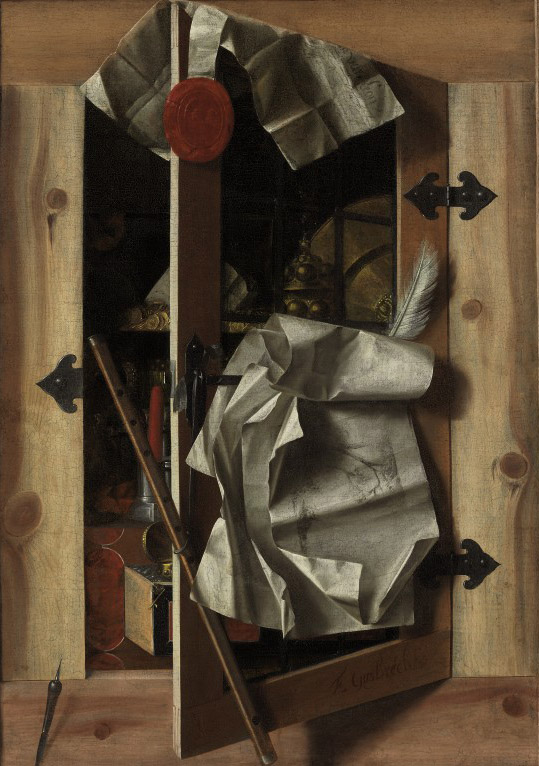
Nature morte en trompe-l'œil avec des objets dans un placard (vers 1675, coll. priv.).